# Fußball-Weltmeisterschaft 2018/Gruppe B
| Pl. | Land     | Sp. | S | U | N | Tore    | Diff. | Punkte |
| --- | -------- | --- | - | - | - | ------- | ----- | ------ |
| 1.  | Spanien  | 3   | 1 | 2 | 0 | 006:500 | +1    | 05     |
| 2.  | Portugal | 3   | 1 | 2 | 0 | 005:400 | +1    | 05     |
| 3.  | Iran     | 3   | 1 | 1 | 1 | 002:200 | ±0    | 04     |
| 4.  | Marokko  | 3   | 0 | 1 | 2 | 002:400 | −2    | 01     |
|     |          |     |   |   |   |         |       |        |

Gruppe B der Fußball-Weltmeisterschaft 2018:

## Marokko – Iran 0:1 (0:0)
| Marokko                                                                                    | Marokko | Iran | Iran | Aufstellung                    |
| ------------------------------------------------------------------------------------------ | --- | --- | ---- | ------------------------------ |
| Marokko                                                                                    | \| 1. Spieltag \| \| 15. Juni 2018 um 18:00 Uhr (17:00 Uhr MESZ) in Sankt Petersburg (Sankt-Petersburg-Stadion) \| \| Zuschauer: 62.548 \| \| Schiedsrichter: Cüneyt Çakır ( Türkei) 1 \| \| Spielbericht \|                                                                           | \| 1. Spieltag \| \| 15. Juni 2018 um 18:00 Uhr (17:00 Uhr MESZ) in Sankt Petersburg (Sankt-Petersburg-Stadion) \| \| Zuschauer: 62.548 \| \| Schiedsrichter: Cüneyt Çakır ( Türkei) 1 \| \| Spielbericht \|                                                                                            | Iran | Aufstellung Marokko gegen Iran |
| Marokko                                                                                    | Munir El Kajoui – Achraf Hakimi, Medhi Benatia , Romain Saïss – Mbark Boussoufa, Hakim Ziyech, Karim El Ahmadi, Amine Harit (82. Manuel da Costa) – Nordin Amrabat (76. Sofyan Amrabat), Ayoub El Kaabi (76. Aziz Bouhaddouz), Younès Belhanda Cheftrainer: Hervé Renard ( Frankreich) | Alireza Beiranvand – Ramin Rezaeian, Roozbeh Cheshmi, Morteza Pouraliganji – Karim Ansarifard, Omid Ebrahimi (82. Seyed Majid Hosseini), Ehsan Hajsafi, Masoud Shojaei (68. Mahdi Taremi) – Alireza Jahanbakhsh (85. Saman Ghoddos), Sardar Azmoun, Vahid Amiri Cheftrainer: Carlos Queiroz ( Portugal) | Iran | Aufstellung Marokko gegen Iran |
| Marokko                                                                                    | 0:1 Bouhaddouz (90.+5′, Eigentor) | | Iran | Aufstellung Marokko gegen Iran |
| Marokko                                                                                    | El Ahmadi (34.) | Shojaei (10.), Jahanbakhsh (47.), Ansarifard (90.+2′) | Iran | Aufstellung Marokko gegen Iran |
| Marokko                                                                                    | Spieler des Spiels: Amine Harit (Marokko) | | Iran | Aufstellung Marokko gegen Iran |
| 1. Spieltag                                                                                | | |      |                                |
| 15. Juni 2018 um 18:00 Uhr (17:00 Uhr MESZ) in Sankt Petersburg (Sankt-Petersburg-Stadion) | | |      |                                |
| Zuschauer: 62.548                                                                          | | |      |                                |
| Schiedsrichter: Cüneyt Çakır ( Türkei) 1                                                   | | |      |                                |
| Spielbericht                                                                               | | |      |                                |

Marokko war in der Anfangsphase deutlich überlegen, während der Iran kurz vor der Halbzeitpause eine große Chance zur Führung hatte. Durch gutes Stellungsspiel der Iraner bei gleichzeitiger eigener schwacher Offensive kam es eher zu zähem Spielfluss; Marokko hatte in der 80. Minute die einzige Tormöglichkeit überhaupt in der zweiten Halbzeit. Die Entscheidung fiel durch das erste Eigentor des Turniers: Nach einem iranischen Freistoß köpfte der eingewechselte Bouhaddouz bei einem Klärungsversuch den Ball unbedrängt in das eigene Tor.

## Portugal – Spanien 3:3 (2:1)
| Portugal                                                                        | Portugal | Spanien | Spanien | Aufstellung                        |
| ------------------------------------------------------------------------------- | --- | --- | ------- | ---------------------------------- |
| Portugal                                                                        | \| 1. Spieltag \| \| 15. Juni 2018 um 21:00 Uhr (20:00 Uhr MESZ) in Sotschi (Olympiastadion Sotschi) \| \| Zuschauer: 43.866 \| \| Schiedsrichter: Gianluca Rocchi ( Italien) 2 \| \| Spielbericht \|                                                     | \| 1. Spieltag \| \| 15. Juni 2018 um 21:00 Uhr (20:00 Uhr MESZ) in Sotschi (Olympiastadion Sotschi) \| \| Zuschauer: 43.866 \| \| Schiedsrichter: Gianluca Rocchi ( Italien) 2 \| \| Spielbericht \|                  | Spanien | Aufstellung Portugal gegen Spanien |
| Portugal                                                                        | Rui Patrício – Cédric, Pepe, José Fonte, Raphaël Guerreiro – William Carvalho, João Moutinho – Bernardo Silva (69. Ricardo Quaresma), Gonçalo Guedes (80. André Silva), Bruno Fernandes (68. João Mário) – Cristiano Ronaldo Cheftrainer: Fernando Santos | David de Gea – Nacho, Gerard Piqué, Sergio Ramos , Jordi Alba – Sergio Busquets, Koke – David Silva (86. Lucas Vázquez), Isco, Andrés Iniesta (70. Thiago) – Diego Costa (77. Iago Aspas) Cheftrainer: Fernando Hierro | Spanien | Aufstellung Portugal gegen Spanien |
| Portugal                                                                        | 1:0 Cristiano Ronaldo (4., Foulelfmeter) 2:1 Cristiano Ronaldo (44.) 3:3 Cristiano Ronaldo (88.) | 1:1 Diego Costa (24.) 2:2 Diego Costa (55.) 2:3 Nacho (58.) | Spanien | Aufstellung Portugal gegen Spanien |
| Portugal                                                                        | Bruno Fernandes (28.) | Busquets (17.) | Spanien | Aufstellung Portugal gegen Spanien |
| Portugal                                                                        | Spieler des Spiels: Cristiano Ronaldo (Portugal) | | Spanien | Aufstellung Portugal gegen Spanien |
| 1. Spieltag                                                                     | | |         |                                    |
| 15. Juni 2018 um 21:00 Uhr (20:00 Uhr MESZ) in Sotschi (Olympiastadion Sotschi) | | |         |                                    |
| Zuschauer: 43.866                                                               | | |         |                                    |
| Schiedsrichter: Gianluca Rocchi ( Italien) 2                                    | | |         |                                    |
| Spielbericht                                                                    | | |         |                                    |

Schon kurz nach Beginn verschuldete Nacho mit einem Foul an Cristiano Ronaldo einen Elfmeter, den dieser sicher verwandelte. Der Ausgleich für allmählich besser ins Spiel findende Spanier fiel durch eine Einzelaktion von Diego Costa, der sich zuerst hart, nach Ansicht des Schiedsrichtergespanns aber ohne Foul, gegen Pepe durchsetzte und danach noch zwei weitere Verteidiger ausspielte, bevor er zum 1:1 abschloss. Kurz darauf schoss Isco den Ball an die Unterkante der Querlatte, von wo aus dieser auf die Torlinie sprang. Spanien dominierte nun das Spiel, geriet dennoch erneut in Rückstand, da Torwart de Gea einen Distanzschuss von Cristiano Ronaldo nicht auffangen konnte und ins eigene Tor lenkte. Nach der Halbzeitpause traf zunächst erneut Diego Costa nach einem Freistoß, bevor Nacho mit einem Distanzschuss für die spanische Führung sorgte. Portugal konnte in der Folge kaum noch Torgefahr entwickeln, kam jedoch durch einen von Cristiano Ronaldo direkt verwandelten Freistoß doch noch zum Ausgleich.

## Portugal – Marokko 1:0 (1:0)
| Portugal                                                                         | Portugal | Marokko | Marokko | Aufstellung                        |
| -------------------------------------------------------------------------------- | --- | --- | ------- | ---------------------------------- |
| Portugal                                                                         | \| 2. Spieltag \| \| 20. Juni 2018 um 15:00 Uhr (14:00 Uhr MESZ) in Moskau (Olympiastadion Luschniki) \| \| Zuschauer: 78.011 \| \| Schiedsrichter: Mark Geiger ( Vereinigte Staaten) 3 \| \| Spielbericht \|                                           | \| 2. Spieltag \| \| 20. Juni 2018 um 15:00 Uhr (14:00 Uhr MESZ) in Moskau (Olympiastadion Luschniki) \| \| Zuschauer: 78.011 \| \| Schiedsrichter: Mark Geiger ( Vereinigte Staaten) 3 \| \| Spielbericht \|                                                                                 | Marokko | Aufstellung Portugal gegen Marokko |
| Portugal                                                                         | Rui Patrício – Cédric, Pepe, José Fonte, Raphaël Guerreiro – Bernardo Silva (59. Gelson Martins), William Carvalho, João Moutinho (89. Adrien Silva), João Mário (70. Bruno Fernandes) – Gonçalo Guedes, Cristiano Ronaldo Cheftrainer: Fernando Santos | Munir El Kajoui – Nabil Dirar, Medhi Benatia , Manuel da Costa, Achraf Hakimi – Karim El Ahmadi (86. Fayçal Fajr), Mbark Boussoufa – Nordin Amrabat, Younès Belhanda (75. Mehdi Carcela-González), Hakim Ziyech – Khalid Boutaïb (70. Ayoub El Kaabi) Cheftrainer: Hervé Renard ( Frankreich) | Marokko | Aufstellung Portugal gegen Marokko |
| Portugal                                                                         | 1:0 Cristiano Ronaldo (4.) | | Marokko | Aufstellung Portugal gegen Marokko |
| Portugal                                                                         | Adrien Silva (90.+2′) | Benatia (40.) | Marokko | Aufstellung Portugal gegen Marokko |
| Portugal                                                                         | Spieler des Spiels: Cristiano Ronaldo (Portugal) | | Marokko | Aufstellung Portugal gegen Marokko |
| 2. Spieltag                                                                      | | |         |                                    |
| 20. Juni 2018 um 15:00 Uhr (14:00 Uhr MESZ) in Moskau (Olympiastadion Luschniki) | | |         |                                    |
| Zuschauer: 78.011                                                                | | |         |                                    |
| Schiedsrichter: Mark Geiger ( Vereinigte Staaten) 3                              | | |         |                                    |
| Spielbericht                                                                     | | |         |                                    |

## Iran – Spanien 0:1 (0:0)
| Iran                                                               | Iran | Spanien | Spanien | Aufstellung                    |
| ------------------------------------------------------------------ | --- | --- | ------- | ------------------------------ |
| Iran                                                               | \| 2. Spieltag \| \| 20. Juni 2018 um 21:00 Uhr (20:00 Uhr MESZ) in Kasan (Kasan-Arena) \| \| Zuschauer: 42.718 \| \| Schiedsrichter: Andrés Cunha ( Uruguay) 4 \| \| Spielbericht \| | \| 2. Spieltag \| \| 20. Juni 2018 um 21:00 Uhr (20:00 Uhr MESZ) in Kasan (Kasan-Arena) \| \| Zuschauer: 42.718 \| \| Schiedsrichter: Andrés Cunha ( Uruguay) 4 \| \| Spielbericht \|                                              | Spanien | Aufstellung Iran gegen Spanien |
| Iran                                                               | Alireza Beiranvand – Ramin Rezaeian, Seyed Majid Hosseini, Morteza Pouraliganji, Ehsan Hajsafi (69. Milad Mohammadi) – Omid Ebrahimi, Saeid Ezatolahi – Karim Ansarifard (74. Alireza Jahanbakhsh), Mahdi Taremi, Vahid Amiri (86. Saman Ghoddos) – Sardar Azmoun Cheftrainer: Carlos Queiroz ( Portugal) | David de Gea – Dani Carvajal, Gerard Piqué, Sergio Ramos , Jordi Alba – Sergio Busquets, Andrés Iniesta (71. Koke) – David Silva, Isco, Lucas Vázquez (79. Marco Asensio) – Diego Costa (89. Rodrigo) Cheftrainer: Fernando Hierro | Spanien | Aufstellung Iran gegen Spanien |
| Iran                                                               | 0:1 Diego Costa (54.) | | Spanien | Aufstellung Iran gegen Spanien |
| Iran                                                               | Amiri (79.), Ebrahimi (90.+2′) | | Spanien | Aufstellung Iran gegen Spanien |
| Iran                                                               | Spieler des Spiels: Diego Costa (Spanien) | | Spanien | Aufstellung Iran gegen Spanien |
| 2. Spieltag                                                        | | |         |                                |
| 20. Juni 2018 um 21:00 Uhr (20:00 Uhr MESZ) in Kasan (Kasan-Arena) | | |         |                                |
| Zuschauer: 42.718                                                  | | |         |                                |
| Schiedsrichter: Andrés Cunha ( Uruguay) 4                          | | |         |                                |
| Spielbericht                                                       | | |         |                                |

In einer hitzigen Partie mit vielen kleinen Unterbrechungen konnte Stürmer Diego Costa die Defensive der Iraner in der 54. Minute überwinden. Jedoch nur mithilfe des gegnerischen Verteidigers Rezaeian, der beim Versuch, einen Flachpass von Iniesta zu klären, den spanischen Stürmer anschoss, von dessen Knie der Ball dann abprallte und über die Linie rollte. Ein Treffer des Iraners Ezatolahi wenig später wurde nach dem Einsatz des Videobeweises wegen einer vorausgehenden Abseitsstellung nicht anerkannt.

## Iran – Portugal 1:1 (0:1)
| Iran                                                                      | Iran | Portugal | Portugal | Aufstellung                     |
| ------------------------------------------------------------------------- | --- | --- | -------- | ------------------------------- |
| Iran                                                                      | \| 3. Spieltag \| \| 25. Juni 2018 um 21:00 Uhr (20:00 Uhr MESZ) in Saransk (Mordwinien-Arena) \| \| Zuschauer: 41.685 \| \| Schiedsrichter: Enrique Cáceres ( Paraguay) 5 \| \| Spielbericht \| | \| 3. Spieltag \| \| 25. Juni 2018 um 21:00 Uhr (20:00 Uhr MESZ) in Saransk (Mordwinien-Arena) \| \| Zuschauer: 41.685 \| \| Schiedsrichter: Enrique Cáceres ( Paraguay) 5 \| \| Spielbericht \|                                                         | Portugal | Aufstellung Iran gegen Portugal |
| Iran                                                                      | Alireza Beiranvand – Ramin Rezaeian, Seyed Majid Hosseini, Morteza Pouraliganji, Ehsan Hajsafi (56. Milad Mohammadi) – Mahdi Taremi, Alireza Jahanbakhsh (70. Saman Ghoddos), Saeid Ezatolahi (76. Karim Ansarifard), Omid Ebrahimi, Vahid Amiri – Sardar Azmoun Cheftrainer: Carlos Queiroz ( Portugal) | Rui Patrício – Cédric, Pepe, José Fonte, Raphaël Guerreiro – Ricardo Quaresma (70. Bernardo Silva), William Carvalho, Adrien Silva, João Mário (84. João Moutinho) – André Silva (90.+6′ Gonçalo Guedes), Cristiano Ronaldo Cheftrainer: Fernando Santos | Portugal | Aufstellung Iran gegen Portugal |
| Iran                                                                      | 1:1 Ansarifard (90.+3′, Handelfmeter) | 0:1 Ricardo Quaresma (45.) | Portugal | Aufstellung Iran gegen Portugal |
| Iran                                                                      | Hajsafi (52.), Azmoun (54.) | Raphaël Guerreiro (33.), Ricardo Quaresma (64.), Cristiano Ronaldo (83.), Cédric (90.+8′) | Portugal | Aufstellung Iran gegen Portugal |
| Iran                                                                      | Beiranvand hält einen Foulelfmeter von Cristiano Ronaldo (53.). | | Portugal | Aufstellung Iran gegen Portugal |
| Iran                                                                      | Spieler des Spiels: Ricardo Quaresma (Portugal) | | Portugal | Aufstellung Iran gegen Portugal |
| 3. Spieltag                                                               | | |          |                                 |
| 25. Juni 2018 um 21:00 Uhr (20:00 Uhr MESZ) in Saransk (Mordwinien-Arena) | | |          |                                 |
| Zuschauer: 41.685                                                         | | |          |                                 |
| Schiedsrichter: Enrique Cáceres ( Paraguay) 5                             | | |          |                                 |
| Spielbericht                                                              | | |          |                                 |

## Spanien – Marokko 2:2 (1:1)
| Spanien                                                         | Spanien | Marokko | Marokko | Aufstellung                       |
| --------------------------------------------------------------- | --- | --- | ------- | --------------------------------- |
| Spanien                                                         | \| 3. Spieltag \| \| 25. Juni 2018 um 20:00 Uhr in Kaliningrad (Kaliningrad-Stadion) \| \| Zuschauer: 33.973 \| \| Schiedsrichter: Ravshan Ermatov ( Usbekistan) 6 \| \| Spielbericht \|                                          | \| 3. Spieltag \| \| 25. Juni 2018 um 20:00 Uhr in Kaliningrad (Kaliningrad-Stadion) \| \| Zuschauer: 33.973 \| \| Schiedsrichter: Ravshan Ermatov ( Usbekistan) 6 \| \| Spielbericht \|                                                                                                | Marokko | Aufstellung Spanien gegen Marokko |
| Spanien                                                         | David de Gea – Dani Carvajal, Gerard Piqué, Sergio Ramos , Jordi Alba – Sergio Busquets, Thiago (74. Marco Asensio) – David Silva (84. Rodrigo), Isco, Andrés Iniesta – Diego Costa (74. Iago Aspas) Cheftrainer: Fernando Hierro | Munir El Kajoui – Nabil Dirar, Manuel da Costa, Romain Saïss, Achraf Hakimi – Karim El Ahmadi, Mbark Boussoufa – Nordin Amrabat, Younès Belhanda (63. Fayçal Fajr), Hakim Ziyech (85. Aziz Bouhaddouz) – Khalid Boutaïb (72. Youssef En-Nesyri) Cheftrainer: Hervé Renard ( Frankreich) | Marokko | Aufstellung Spanien gegen Marokko |
| Spanien                                                         | 1:1 Isco (19.) 2:2 Aspas (90.+1′) | 0:1 Boutaïb (14.) 1:2 En-Nesyri (81.) | Marokko | Aufstellung Spanien gegen Marokko |
| Spanien                                                         | El Ahmadi (21.), Amrabat (29.), da Costa (31.), Boussoufa (31.), El Kajoui (89.), Hakimi (90.+3′) | | Marokko | Aufstellung Spanien gegen Marokko |
| Spanien                                                         | Spieler des Spiels: Isco (Spanien) | | Marokko | Aufstellung Spanien gegen Marokko |
| 3. Spieltag                                                     | | |         |                                   |
| 25. Juni 2018 um 20:00 Uhr in Kaliningrad (Kaliningrad-Stadion) | | |         |                                   |
| Zuschauer: 33.973                                               | | |         |                                   |
| Schiedsrichter: Ravshan Ermatov ( Usbekistan) 6                 | | |         |                                   |
| Spielbericht                                                    | | |         |                                   |